# Neuenhagen bei Berlin
Neuenhagen bei Berlin település Németországban, azon belül Brandenburgban. Lakosainak száma 19 143 fő (2023. december 31.). Neuenhagen bei Berlin Schöneiche bei Berlin és Fredersdorf-Vogelsdorf községekkel határos.

## Népesség
A település népességének változása:
| Lakosok száma | 16 911 | 17 593 | 18 832 | 18 941 | 19 077 | 19 143 |
|               | 2010   | 2015   | 2020   | 2021   | 2022   | 2023   |